# Agrilus araxenus
Agrilus araxenus é uma espécie de inseto do género Agrilus, família Buprestidae, ordem Coleoptera.
Foi descrita cientificamente por Iablokoff-Khnzorian, 1960.